# الهيئة العامة للزكاة

## الهيئة العامة للزكاة - اليمن
الهيئة العامة للزكاة في اليمن هي هيئة تعنى بصرف الزكاة بحسب مصارفها الشرعية.

## إنشاؤها
تم إنشاءها وفقاً لمخرجات مؤتمر الحوار الوطني وصذدر قرار الإنشاء في العام 2018 بقرار جمهوري رقم (53). من أربعة قطاعات : قطاع الموارد وقطاع المصارف وقطاع المعلومات وتنمية الموارد وقطاع التأهيل والتوعية. قطاع الموارد يعتبر الركيزة الأساسية والعامل المركزي لنجاح الهيئة العامة للزكاة في تحقيق الأهداف التي أنشئت من أجلها ” وهو صرف الزكاة في مصارفها الشرعية الثمانية للقضاء على الفقر والبطالة والنهوض بالمجتمع”.
تتمتع بشخصية ذات استقلال مالي وإداري وتخضع لإشراف رئيس الجمهورية، وأتت لتقيم هذا الركن الذي غيب عمداً لفترة من الزمن منذ أن تم إلغاء مصلحة الواجبات في العام 2000 م وإصدار قانون السلطة المحلية رقم (4) لسنة 2000م والذي بموجبه تم تحويل إيرادات الزكاة لصالح السلطة المحلية ودمجها في موازنتها يتم صرفها كنفقات تشغيلية وجزء منها في مشاريع خدمية على مستوى المحافظات والمديريات وهذا مخالف لأحكام الشريعة الاسلامية الغراء.

## أول مشروع لها
كان أول مشاريعها في تاريخ 21 أغسطس 2018 في محافظة الحديدة باستهداف 40 ألف أسرة فقيرة.

## إصداراتها
أطلقت الهيئة العامة للزكاة موقعها الرسمي الزكاة منذ بدء تدشين المشاريع الخيرية ، كذلك لديها صحيفة شهرية باسم (الزكاة) تتناول مشاريع الهيئة خلال الشهر وكتابات تتناول المشاريع الخيرية ومواد توعوية بأهمية فريضة الزكاة

## رئيسها:
في 29 مايو 2018م صدر قرار رئيس المجلس السياسي الأعلى رقم (60) لسنة 2018م بتعيين الشيخ شمسان محسن محسن أبو نشطان - رئيسا للهيئة وهو أحد أبرز مشائخ مديرية أرحب بمحافظة صنعاء والتحق منذ صغره بمدارس العلوم الشرعية ويعتبر عالما في الشريعة الإسلامية .